# Anthemis tomentella
Anthemis tomentella ist eine Pflanzenart aus der Gattung der Hundskamillen (Anthemis) in der Familie der Korbblütler (Asteraceae).

## Merkmale
Anthemis tomentella ist ein einjähriger Schaft-Therophyt, der Wuchshöhen von 2 bis 14 Zentimeter erreicht. Zungenblüten sind nicht vorhanden. Der Pappus ist vorhanden. Das Krönchen ist untertassenförmig, gewellt und undurchsichtig. Die äußeren Früchte sind zylindrisch, 2,5 bis 5 Millimeter groß, mehr oder weniger stark warzig und bleibend.
Die Blütezeit reicht von März bis Mai.
Die Chromosomenzahl beträgt 2n = 18.

## Vorkommen
Anthemis tomentella ist auf Kreta im Regionalbezirk Lasithi endemisch. Die Art wächst in Felsspalten und Geröll auf Kalk in Höhenlagen von 0 bis 1450 Meter.

## Belege
1. 1 2 3 4  Ralf Jahn, Peter Schönfelder: Exkursionsflora für Kreta. Mit Beiträgen von Alfred Mayer und Martin Scheuerer. Eugen Ulmer, Stuttgart (Hohenheim) 1995, ISBN 3-8001-3478-0, S. 313.
2. ↑   Tropicos.